# ブラックジャック
ブラックジャック（英語: Blackjack）は、トランプを使用するカジノゲームの一種。カジノで行われるカジノゲームの中では、ポーカーやバカラと並ぶ人気ゲームである。カードの合計点数が21点を超えないように、プレイヤーがディーラーより高い点数を得ることを目指す。バカラやおいちょかぶと似たスタイルのゲームである。
ポントゥーン（pontoon）や21（twenty-one）という別名もある。
イギリスにはクレイジーエイトの系統でブラックジャック（Black Jack）というゲームがあるが、ルールは全く別である。

## 歴史
もとは21という名前で、その起源は不明である。ドン・キホーテの作者ミゲル・デ・セルバンテスは賭博も行っており、著書『Rinconete y Cortadillo』作中の主要人物であるイカサマ師コンビにイカサマを仕掛けさせている。この作品では、スペイン語で21を意味するveintiunaという名前が確認できる。
ブラックジャックという呼び名には諸説ある。アメリカでのローカルルールとして、黒いシンボルのクラブもしくはスペードのジャック、そしてスペードのエースからなる役を「ブラックジャック」と呼びボーナスが付くようにしていたという説。そしてフランスの歴史家Thierry Depaulisは、それが誤りでクロンダイク・ゴールドラッシュの採掘者たちが遊んでいた時に、彼らがブラックジャックと呼んでいた金を含む閃亜鉛鉱にちなんで付けたという説を唱えた。

## 遊び方

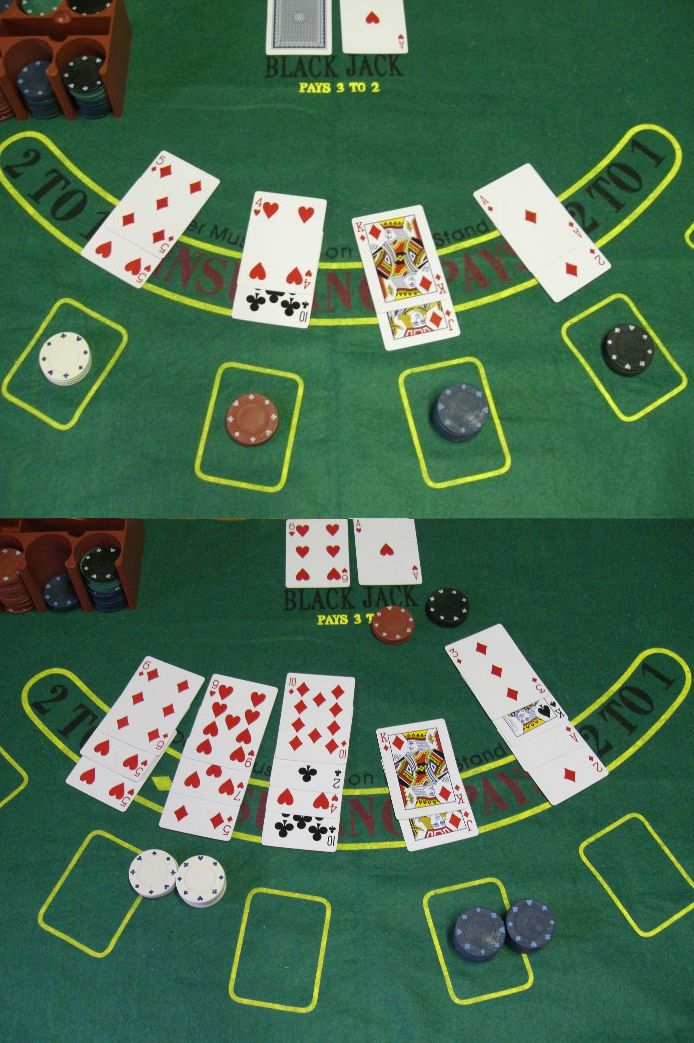
上の写真がゲーム開始直後、下の写真がゲーム終了後の様子。

プレイヤーはディーラー（胴元）との間で1対1の勝負を行う。つまり、プレイヤーが複数いる場合には、ディーラーは複数のプレイヤーと同時に勝負をすることになる。
各プレイヤーの目標は、21を超えないように手持ちのカードの点数の合計を21に近づけ、その点数がディーラーを上回ることである。
手の中のカードの点数は、カード2～10ではその数字通りの値であり、また、絵札であるK（キング）、Q（クイーン）、J（ジャック）は10と数える。A（エース）は、1と11のどちらか、都合のよい方で数えることができる。
各プレイヤーが初めの賭け（ベット）を終えると、ディーラーはカードを自分自身を含めた参加者全員に2枚ずつ配る。ディーラーの2枚のカードのうちの1枚は表向き（アップカード）にされ、皆が見ることができる。もう1枚のカードは伏せられている。伏せられたカードをホールカードと呼ぶ。プレイヤーの行動が全て終わった時点ではじめてディーラーの2枚目のカードが表向きにされる。
プレイヤーのカードはカジノによって表向きの場合と裏向きの場合があるが、現在主流になっている6デッキ以上を利用するルールにおいてはフェイスアップで配られることが通例である。この時点で、プレイヤーが21（1枚は10、J、Q、Kのうちのどれかで、もう1枚はAという組み合わせの場合のみ可能）であれば「ナチュラル21」又は「ナチュラルブラックジャック」と呼ばれ、ディーラーが21でなかった場合には、ベットの2.5倍の払い出しを受ける。
プレイヤーとディーラー、双方がナチュラル21の場合には引き分けとなる。プレイヤーがナチュラル21にならず、ディーラーがナチュラル21の場合には自動的にプレイヤーの負けとなる。
次のステップでは、プレイヤーはヒットまたはスタンドの選択を行う。ルールによっては、ヒットとスタンド以外にも追加のルールを採用しているところもある（下記「特別ルール」参照）
ヒット (Hit)
カードをもう1枚引く。
動作：テーブルを叩く、あるいは自分に向かって手招きをする。
スタンド (Stand)/ステイ (Stay)
カードを引かずにその時点の点数で勝負する。
動作：手のひらを下に向け水平に振る。
プレイヤーは21を超えなければ何回でもヒットすることができる。21を超えてしまうことをバスト（bust）と呼び、直ちにプレイヤーの負けとなる。プレイヤーが全員スタンドするとディーラーは自分のホールカードを開く。
ディーラーは、自分の手が17以上になるまでカードを引かなければならず、17以上になったら、その後は追加のカードを引くことはできない(初めから17以上の場合もカードを引くことができない)。ディーラーが21を超えた場合には、バストしなかったプレイヤーは全員勝利である。プレイヤーとディーラーが同じ点数の場合には引き分けとなる。ただしディーラーがソフト17(Aが含まれておりそのAを11と数えた上で合計が17の場合)ではヒットするカジノもある(その場合でもソフト18、ハード17ではスタンドとなる)。
一見すると、選択肢の多いプレイヤー側に有利かのように見えるゲームだが、2枚配られた時点でハード12以上のときにもう1枚カードを引く場合は常にバストの可能性がある、両者バストした場合プレイヤーの敗北となる、等のルールにより実はプレイヤー側が不利といえる。

## 特別ルール
カジノによってはヒットとスタンド以外の選択肢が用意されている場合がある。いずれの特別ルールもプレイヤーを助けるものであるため、これらを採用する代わりにプレイヤーがブラックジャックで勝利した場合の配当を2.2倍に引き下げている場合や、最低賭け単位（ミニマムベット）が高額の台のみこれらのルールを採用するカジノもある。
スプリット (Split)
配られた2枚のカードが同じ数字の場合、初めのベットと同額のチップを追加することで、それを2つに分けてプレイすることができる。この場合、1枚ずつに分けたカードにそれぞれ1枚が追加で配られ、2つの手となる。10と数えられるカード (10,J,Q,K) は全てペアと見なすことが出来るカジノもある。また、ほとんどのカジノでは A のペアのスプリットでは、スプリットした後はそれぞれ1枚しか引くことができない。スプリット後にさらに同じ数字が配られた場合に、重ねてスプリットが可能なルールもある。
動作：初めのベットの横に同額をベッティングボックスの外に置き、二本の指をV字に広げる。
ダブルダウン (Double down)
プレイヤーは最初の2枚のカードを見てからベットを2倍にしてもう1枚だけカードを引くことが出来る。さらに追加して引くことはできない。多くのカジノでは最初の数がいくつでもダブルダウンすることが出来るが、カジノによってはカードの合計が11,10（又は11,10,9）の場合にのみダブルダウンできるルールを採用している所もある。また、スプリット後のダブルダウンが可能かどうかも、カジノごとに差異がある。なお、ディーラーがナチュラル21となっているかの確認をプレイヤーのアクションの後に行うカジノにおいては、結果的にディーラーがナチュラル21であった場合に、スプリットやダブルダウンによって賭け増したベット分をプレイヤーの負けとするか、無勝負として元返しとするかについてはカジノごとに細かなルールの相違がある。
動作：初めのベットの隣に同額を置き、人差し指で指差す。
サレンダー (Surrender)
プレイヤーの手が悪く、勝ち目がないと判断した場合に賭け金の半額を放棄してプレイを降りること。たとえばディーラーがAでナチュラル21の可能性があり、プレイヤーが6でバストの確率が高い場合など。ナチュラル21をチェックする前にサレンダーが可能なルール（アーリーサレンダー）と、ナチュラル21ではない場合のみ可能なルール（レイトサレンダー）に大別される。サレンダーは採用していないカジノも多く、特にアーリーサレンダーを採用するルールは稀である。
インシュアランス (Insurance)/インシュランス
ディーラーの表向きのカードがAのときには、最初のベットの半額を追加することにより、保険（インシュアランス）をかけることができる。ディーラーがナチュラル21であった場合には保険として賭けた額の2倍の保険金が払い戻され、そうでない場合は保険の賭け金は没収される。例えばプレイヤーが最初に$10を賭けており、プレイヤーのカードは8と10、ディーラーの表向きのカードがAであったとする。ここでプレイヤーがインシュアランスを選択した場合、$5を保険の賭け金として追加する。逆にインシュアランスを選択しない場合には追加の賭け金は発生しない。全てのプレイヤーのインシュアランスの意思を確認した後、ディーラーはプレイヤーには見えないようにしてディーラーの裏向きのカードの数字を調べる。ディーラーの裏向きのカードが例えば10の場合にはナチュラル21となる。この時、裏向きだったカードは表向きにされ、プレイヤーの最初の賭け金である$10は没収されるが、インシュアランスの保険金として$10が払い戻され、保険の賭け金$5もプレイヤーに戻る。この場合、プレイヤーの損得は±0である。一方、ディーラーの裏向きのカードが例えば3であり、ナチュラル21ではなかった場合には保険の賭け金である$5は没収され、ディーラーの裏向きのカードは裏返されたままの状態で引き続き通常通りのプレイ（ホールドやヒットの選択）が行われる。このインシュアランスはプレイヤーにとって確率的には不利なオプションだが、多くのカジノでこのオプションは提示される。プレイヤーがナチュラル21の場合は、プレイヤーがインシュアランスを宣言すると同時に最初のベットと同額が配当される（イーブンマネー）。これは、インシュアランスが成功（賭け金に対して引き分けで0倍、保険料に対して2倍で合計して賭け金の1倍の配当）しても失敗（賭け金に対してナチュラルにより1.5倍の配当、保険料は没収で合計して賭け金の1倍の配当）してもトータルの配当は変わらないためである。ディーラーの表向きのカードが10、J、Q、Kのいずれかであればディーラーがナチュラル21である可能性はあるが、この場合にはインシュアランスは宣言できない。

## 超簡易版ストラテジー
以下の項目は実際にブラックジャックを行う上での超簡単なストラテジーである。これらの事項を守ることで、カジノの控除率を1%以下にすることが出来る。ただし、この目安は常にシャッフルされた直後の新しいデッキを使用していることを前提に設定されており、更に高度な戦略を用いることで控除率をさらに低くすることも可能である。なお、ディーラーの手はアップカードが2～6のときは弱い、7～Aのときは強いとしている。
- Aか8のペアはできるなら必ずスプリットする。4,5,10のペアは絶対スプリットしない。その他のペアはディーラーが弱いときはできるならスプリットし、強いときはできてもしない。
  - Aのペアはスプリットすれば21になる可能性が高いので絶対スプリットすべきである。8のペアはそのままだと16という最悪の手だがスプリットすればそこそこ強い手になりやすいのでこれもスプリットした方が有利である。
  - 5のペアはそのまま10として扱えばかなり強く、スプリットすると悪い手になりやすいので絶対にスプリットしてはいけない。10のペアも20はほぼ最強の手なのでせっかくの手が悪くなるリスクを冒してスプリットすべきではない。4のペアも8はそこそこ強いがスプリットすると悪い手になりやすいのでスプリットしないのがいい。
  - その他のペアはそのままもスプリットも強さに大差はないので勝てそうかどうか、すなわちディーラーの手で判断する。ディーラーが弱いときはスプリットして賭け金を2倍にしてチャンスを広げ、強いときは傷口を広げないようにすべくスプリットしないのが良い。
- ダブルダウンは、ソフトハンド（Aを1枚だけ11と読む手）の16～18、及びハードハンド（Aがないか、全てのAを1と読む手）の9ではディーラーが弱いとき、ハードハンドの10または11ではディーラーのアップカードが自分の合計より小さいとき（ただし、11点以下では強制的にヒットさせられるハウスもある）に行う。それ以外では行わない。
  - ソフトハンド及び9以下のハードハンドからのダブルダウンはディーラーのバスト待ちである。ただし絶対にバストするわけではないので自分の手があまり強くなりそうにないとき(ソフトハンドの15以下・ハードハンドの8以下)はすべきではない。ステイで十分強い場合(19以上)もリスクを冒さずそのままの数字で勝負する方が良い。
  - ハードハンドの10及び11からのダブルダウンは相手より強い手作り狙いである。ディーラーのアップカードと自分の合計の比較で判断するのはそのためである。ディーラーのアップカードが自分の合計より高い場合はダブルダウンすべきでないのはもちろんだが、同点の場合もダブルダウンでの勝率は五分五分なのに対ししなければ手によっては再度ヒットすることもできる分勝率が上がるのでしない方が良い。
- ハードハンドでは、ディーラーが弱いときは12以上になったらスタンド、強いときは17以上になるまでヒットする。
  - ディーラーが弱いときはバストしてくれる可能性が高いので自分がバストするリスクを避けるのが第一。ディーラーが強いときはバストしなさそうなのでバスト覚悟で最低17以上を目指さざるを得ない。
- ソフトハンドでは、ディーラーが弱いときは18以上、強いときは19以上になるまでヒットする。ハードハンドになってしまったらハードハンドの場合に従う。
  - ソフトハンドからバストする可能性はないのでハードハンドより強気にヒットできる分より高い数字を狙うようにする。
- サレンダーは自分がスプリットできないハード16、ディーラーのアップカードが10の場合のみ行う。
  - 自分とディーラーがどんなハンドでも勝てる可能性はあるので無条件で負けを認めるサレンダーは基本的にすべきでない。
- インシュランスは行わない。
  - インシュランスは実は本勝負とは関係ないサイドベットであるが、確率的に不利なベットなのですべきでない。

## 基本戦略
ほとんどのカジノのゲームは、長期的にはカジノ側がプレイヤーよりも統計的に有利になるようにできている。その中でブラックジャックはプレイヤー側の選択の幅が大きく、「基本戦略（Basic Strategy）」と呼ばれる統計学的に最適な行動をとることによりカジノの優位をおおいに縮小することが出来る。細かいルールの相違にもよるが、基本戦略に従った場合、カジノの控除率は0.0%～0.6%程度である。稀ではあるが「基本戦略」のみでプレーした場合にも、プレイヤー側が有利となるルールが提供された例もある。
以下の戦略表はプレイヤーの手（ハンド）およびディーラーの表向きのカード（フェイスアップカード）に基づいて、プレイヤーの最適な行動を決定するものである。ただし、カジノのルールや使用するデッキの数などにより影響を受けるため、すべての場合で最適なわけではない。また、この基本戦略の期待値は他のカード（現在ゲームに使われていない状態のカード）がすべて山に残っていることが前提であり、例えばエースがすべて見えてしまっている状態で、10点の手をダブルダウンすることは好ましくない。

### 基本戦略の表
ただし、基本的な4デッキ以上、ディーラーのソフト17はスタンド、ラスベガスルールの場合である。
S：スタンド、H：ヒット、D：ダブルダウン（できない場合はヒット）、D（S)：ダブルダウン（できない場合はスタンド）、R：サレンダー（できない場合はヒット）
〇：スプリットする、×：スプリットしない（ハードのトータルの場合に従う）、△：スプリット後のダブルダウンの可否で異なる（可能ならばスプリットし、不可能ならばしない）
太字は超簡易版ストラテジーと共通なので必ずそのアクションを行うこと。細字は覚えきれない場合や気分次第で括弧内のアクション(超簡易版ストラテジー)でも良い。
| ハンド                                    | ディーラーのフェイスアップカード | ディーラーのフェイスアップカード | ディーラーのフェイスアップカード | ディーラーのフェイスアップカード | ディーラーのフェイスアップカード | ディーラーのフェイスアップカード | ディーラーのフェイスアップカード | ディーラーのフェイスアップカード | ディーラーのフェイスアップカード | ディーラーのフェイスアップカード |
| ----------------------------------------- | -------------------------------- | -------------------------------- | -------------------------------- | -------------------------------- | -------------------------------- | -------------------------------- | -------------------------------- | -------------------------------- | -------------------------------- | -------------------------------- |
|                                           | 2                                | 3                                | 4                                | 5                                | 6                                | 7                                | 8                                | 9                                | 10                               | A                                |
| ハード（11と数えるAがない場合）のトータル |                                  |                                  |                                  |                                  |                                  |                                  |                                  |                                  |                                  |                                  |
| 17-21                                     | S                                | S                                | S                                | S                                | S                                | S                                | S                                | S                                | S                                | S                                |
| 16                                        | S                                | S                                | S                                | S                                | S                                | H                                | H                                | R(H)                             | R                                | R(H)                             |
| 15                                        | S                                | S                                | S                                | S                                | S                                | H                                | H                                | H                                | R(H)                             | H                                |
| 13-14                                     | S                                | S                                | S                                | S                                | S                                | H                                | H                                | H                                | H                                | H                                |
| 12                                        | H(S)                             | H(S)                             | S                                | S                                | S                                | H                                | H                                | H                                | H                                | H                                |
| 11                                        | D                                | D                                | D                                | D                                | D                                | D                                | D                                | D                                | D                                | H                                |
| 10                                        | D                                | D                                | D                                | D                                | D                                | D                                | D                                | D                                | H                                | H                                |
| 9                                         | H(D)                             | D                                | D                                | D                                | D                                | H                                | H                                | H                                | H                                | H                                |
| 4-8                                       | H                                | H                                | H                                | H                                | H                                | H                                | H                                | H                                | H                                | H                                |
| ソフト（11と数えるAがある場合）のトータル |                                  |                                  |                                  |                                  |                                  |                                  |                                  |                                  |                                  |                                  |
| A,8-10                                    | S                                | S                                | S                                | S                                | S                                | S                                | S                                | S                                | S                                | S                                |
| A,7                                       | S(D)                             | D(S)                             | D(S)                             | D(S)                             | D(S)                             | S(H)                             | S(H)                             | H                                | H                                | H                                |
| A,6                                       | H(D)                             | D                                | D                                | D                                | D                                | H                                | H                                | H                                | H                                | H                                |
| A,5                                       | H(D)                             | H(D)                             | D                                | D                                | D                                | H                                | H                                | H                                | H                                | H                                |
| A,4                                       | H                                | H                                | D(H)                             | D(H)                             | D(H)                             | H                                | H                                | H                                | H                                | H                                |
| A,2-3                                     | H                                | H                                | H                                | D(H)                             | D(H)                             | H                                | H                                | H                                | H                                | H                                |
| A,A*                                      | H                                | H                                | H                                | H                                | D(H)                             | H                                | H                                | H                                | H                                | H                                |
| ペア                                      |                                  |                                  |                                  |                                  |                                  |                                  |                                  |                                  |                                  |                                  |
| A,A 8,8                                   | 〇                               | 〇                               | 〇                               | 〇                               | 〇                               | 〇                               | 〇                               | 〇                               | 〇                               | 〇                               |
| 9,9                                       | 〇                               | 〇                               | 〇                               | 〇                               | 〇                               | ×                                | 〇(×)                            | 〇(×)                            | ×                                | ×                                |
| 7,7*                                      | 〇                               | 〇                               | 〇                               | 〇                               | 〇                               | 〇(×)                            | ×                                | ×                                | ×                                | ×                                |
| 2,2 3,3                                   | △(〇)                            | △(〇)                            | 〇                               | 〇                               | 〇                               | 〇(×)                            | ×                                | ×                                | ×                                | ×                                |
| 6,6                                       | △(〇)                            | 〇                               | 〇                               | 〇                               | 〇                               | ×                                | ×                                | ×                                | ×                                | ×                                |
| 4,4                                       | ×                                | ×                                | ×                                | △(×)                             | △(×)                             | ×                                | ×                                | ×                                | ×                                | ×                                |
| 5,5 10,10                                 | ×                                | ×                                | ×                                | ×                                | ×                                | ×                                | ×                                | ×                                | ×                                | ×                                |

*スプリットできない場合。通常はスプリットする。
*ルールによっては7,7,7の21で配当が跳ね上がる場合があるため、ダブルダウンの選択肢もある。
カジノやゲーム規制当局が引用するブラックジャック ゲームのハウス エッジの見積もりは、プレーヤーが基本的な戦略に従うという前提に基づいています。
ほとんどのブラックジャック ゲームには 0.5% から 1% のハウス エッジがあり、ブラックジャックはプレーヤーにとって最も安価なカジノ テーブル ゲームの 1 つです。 無料のマッチ プレイ バウチャーや 2 対 1 のブラックジャック ペイアウトなどのカジノ プロモーションにより、プレイヤーは基本戦略から逸脱することなくアドバンテージを得ることができます。

## 応用戦略
基本戦略は、デッキが全て残っていることを前提としたものである。しかし、カウンティング対策をしないカジノでは配り終わったカードは元に戻さずにディスカードトレーと呼ばれるトレーにそのまま置いておく。通常、シューと呼ばれる複数セット（デッキ）の塊を用い、この手順によって複数回のゲームを進行する。シャッフルしないカジノでは一つのシューにおけるゲームのある時点で残っているカードにはばらつきが生じる。情報理論的表現をすれば、シューは記憶のある情報源である。従って、残りカードの組み合わせによって、プレイヤーが有利になっている状態が生じる。ここが、無記憶情報源であるサイコロを用いたクラップスやルーレット等のカードを用いないカジノゲームとの大きな相違点である。
残りデッキに、10点やAのカードが多く残っている場合にはプレイヤー有利、4,5,6等のカードが多く残っている場合にはディーラー有利になることが多いことがシミュレーション及び理論解析によって確かめられている。また、基礎戦略とは異なるプレーが最適となるケースが出てくる。説明のため、非常に人工的な2つの状況を述べる。
例1 残りカードが全て8である場合
プレイヤーは8が2枚配られた段階で、スタンドする。ディーラーにも8が2枚配られ、16となるがルールによってディーラーはヒットしなければならない。結果として、ディーラーには8が3枚配られバストするので、プレイヤーは必ず勝つことになる。この場合には必ず勝つので賭け金を出来るだけ大きくすることが最適となる。また、（説明のためスプリットが許されないルールであるとすると、）戦術上は基本戦略とは異なり、2枚の8をヒットせずにスタンドすることが最適な戦略となる。
例2 残りカードが全て6である場合
ディーラーは、ルールによって、必ず6が3枚の18となる。従って、プレイヤーはディーラの6を見て自身の2枚の6に対して基本戦略通りスタンドをすると、必ず負けてしまう。そこで基本戦略とは異なりヒットをする。結果的に、プレイヤーもディーラーも18となるので、必ず引き分けとなる。従って、この状況はプレイヤーにもディーラーにも有利ではない。ただし、負けないためにはプレイヤーが12をヒットすることが戦略上必須となる。
例3 残りカードが全て3である場合
ディーラーは、ルールによって、必ず3が6枚の18となる。従って、プレイヤーは基本戦略通りプレイすると3が5枚の15になった時点でスタンドすることになるが、これでは負けてしまう。そこで基本戦略とは異なり3が7枚の21になるまでヒットをすればプレイヤーは必ず勝てる。ただし、勝つためにはプレイヤーが21になるまでヒットすることが戦略上必須である。
上記の3例のような非常に単純な状況であれば、プレイヤーが有利かどうかの判断、最適戦術の判断を即座に判断出来る。しかし、より一般的な状況においては、まず配られたカードを全て記憶することは非常に難しい。また仮に、残りのカード状況を完璧に把握していたとしても、プレイヤーが有利かどうか、どのような戦略を取るべきかを計算するためには、考えられる全ての場合について確率を数え上げる必要が出てくるので、これを人間の頭で計算することは非常に難しい。このように、残りカードに応じてプレイヤーの有利不利や最適な戦略を『近似的に』判断することが可能となる。これがカードカウンティング(card counting)と呼ばれている手法である。
代表的なカウンティング手法であるHi-Loをここに示す。まずシューの配り始めにおける、カウント値を0とする。カードが開かれていくのに合わせて
- ハイカード（high card; 10点カードとA）が見えたら -1
- ローカード（low card; 2～6点のカード）が見えたら +1
- その他のカードは 0

というルールに従ってカウントを増減させていく。ここで、そのカウントがある一定の閾値を越えれば、プレイヤーに有利であると判断しベットを増やし積極的なプレイを行い、逆に、ある閾値以下であればプレイヤー不利判断し、ベットを減らし消極的なプレイを行う。また、戦略変更（strategy change, index change とも; 基本戦略からの逸脱）も、このカウント値に基づいて行う。ただし、同じカウント値であっても、残りのカード枚数が少ない方が、よりカードが偏っていると考えられるので、上述のカウント値を残りのカードの枚数（あるいはデッキ数）で割って正規化した「トゥルーカウント(true count)」を用いることが行われる。
このようなカウンティングを利用することで、総合的にプレイヤーが有利に戦える可能性が出てくる。カウンティングはあくまで近似的な手法であるため、厳密な計算を行った場合には、カウントが大幅にプラスになっていてもプレーヤーが不利な状況や、逆にカウントがマイナスでもプレイヤーが有利な状況もありえる。例えば、上記例1では残りカードが全て8だということは、その時点で-1と数えるカードも+1と数えるカードも出尽くしてしまっている訳であるから、カウントの値も0に戻っている。従ってカウント値からは、この状況は有利でも不利でもないと判断される。にもかかわらず実際には、圧倒的にプレイヤーが有利な状況となっているのであるから、この場合、Hi-Loカウントは「誤判断」を行っている訳である。
そこで、カウンティングの効率の指標として、厳密に有利な状況を、有利であると判定する確率が考えられる。これがベッティングコリレーション(Betting Correlation)またはBetting Efficiencyと呼ばれるものである。上記Hi-Loと同等レベルの複雑さをもつカウンティング手法においては、ベッティングコリレーションは90%以上の高い精度を示す。即ち、プレイヤーの有利不利をかなりの高確率で判断する性能がある。
一方、あるカウンティングが正しいプレーを指摘する確率はプレーイングコリレーション(Playing Correlation)またはPlaying Efficiencyと呼ばれる。プレーイングコリレーションは通常あまり高くなく、70%程度が限界値であるとされている。
ただし、これらの指標はあるカウンティング手法の性能の目安であり、どの程度プレイヤーが有利になるかは、
- カードの残り枚数がどの程度でシャッフルが行われるか（penetrationとも呼ばれる）
- ベット金額の幅(Bet Spread)はどの程度か？
- 戦略変更の閾値となるカウント値をどの程度覚えておくのか？
- デッキ数、細かなルールの有無

等によって変わってくる。これを判断するためのデータ集やシミュレーションソフト等は、専門ショップ等で購入することが出来る。
一般的に、複雑な手法はより一層の効率の上昇が期待できるが、記憶力や疲労とのトレードオフとなる。そのため、カウンティング手法にも難易度や着目すべき点によっていくつかの種類がある。
Hi-Loと同程度の複雑さの手法の代表的なのものは
KO
トゥルーカウントへの変更という操作を必要としない手法
Hi-Opt I
メインとなるカウントの他に、Aの枚数を別にカウントすることによりベッティングコリレーションの向上を狙った手法
である。
また、カウントを行うときにカードの種類によってその重みを変更（例えば5をプラス1と数えるのではなくプラス2、あるいはプラス3と数える）することによる性能向上を狙った手法にOmega II, Zen などがある。
これらの戦略は書籍やWebサイト等で有料もしくは無料で配布されており、またBlackjack Forumのような戦略研究専門雑誌も発刊されている。
なお、一時期はポケコンを用いたカウンティングをする者もおり、すべての出現カードに対して正確にカウントでき、その後の期待値の計算なども正確に行えるため、詰んだ状況以外では理想的なプレイを行える。もちろん、現在このような機器の持込を許可するようなハウスは存在しない。
有名なエドワード・ソープ博士の"Beat the Dealer"によって、カウンティングの有効性が一般大衆に知られるようになって以来、カウンティングで収入を得ることを正業とするカードカウンターが非常に多く出現した。日系アメリカ人のケン・ユーストンも偉大なカードプレイヤーの一人に数えられている。また、1970年代から20世紀の終わりにかけて、カードカウンティングの研究も非常に盛んに行われた。このため、カジノはカードカウンターを排除すべく様々な対抗策を取ってきた。
まず法律的には、世界中のほとんどの地域でカウンティングを行うことを直接禁止する法律はなく、直接禁止することは不可能であり、各ケースでの判決判例になる。ラスベガスのあるネバダ州では「カジノは私的設備であるので、任意の第三者の入場を拒否することが出来る」という判断によってカードカウンターをいかさまとして排除している。
残りカードを十分残してシャッフルすればカウンティングの収益は激減するので、これを常時励行したり、カードカウンターらしき人物がプレイしている場合に特別に行ったりするという策もある。
更に、21世紀に入り、カードカウンターを発見することはピットボスの観察という人間的な手法に頼っていたものを、機械的にプレイヤーのベットの上げ下げやプレーの変更を記録することにより、酔っ払ったふりをしていい加減なプレイをするといったカモフラージュをしている場合や、カードカウンターが負けている場合でも、そのプレイヤーのカードカウンティングの技術レベルを正しく判定する装置が導入されるようになり、高額プレイを行うカードカウンターが収益を上げることの出来る機会は大幅に減ってきた。また、生体認証を用いて脅威となるプレイヤーを同定するシステムも、主に高額の賭けが行われる所では導入が進んでいる。
さらに、連続シャッフルマシンの導入も世界各国のカジノで進められてきている。連続シャッフルが行われた場合は、カードカウンティングの効果は全くなくなる。また、連続シャッフルが行われるゲームは、「カードの流れを読んでプレー」をしたいプレイヤー（言うまでも無くこのような手法に有効性は実証されていない）や、「ディーラーの運を読んでプレイ」をしたいプレイヤー（こちらも当然ながら有効性は実証されていない）も敬遠するようになる。
また、単純に控除率を上げることでの対処として、「イーブンをプレイヤーの負けとして扱う」ハウスもある（この場合、イーブンマネーは成立せず、ナチュラル21の手にインシュランスを賭けて成功しても配当はトータルで元返しとなる。これによる理不尽感を払拭するため、このようなハウスではプレイヤーのナチュラル21が成立した場合、ディーラーの手に関係なく即座に配当を行うルールにされることが多い）。
他には、ベット可能額の幅を小さくすることで「プレイヤーに有利なゲームで特別に厚く張る」ことを防止できる。中には、最小額＝上限額といったハウスもある。
このように、カウンティングによってプレイヤーがカジノに対して数学的に有利にプレーすることが出来る可能性があり、またカウンティングを行わなくても基本戦略に従ってプレーするという努力を行ってプレイした場合の控除率が、カジノで提供されるゲームの中では非常に低い、という稀有なゲーム（完全技術介入下において控除率が0%未満になるゲームは、カジノでは他に存在しない）であったブラックジャックも大幅なルール変更によりその魅力は失われつつあり、また人気も徐々に低くなりつつあるのが現状である。

## ブラックジャックを扱ったフィクション映画
- レインマン Rain Man （1988年） - 登場人物がラスベガスのカジノにおいてカウンティングを行うシーンがある。
- ラスベガスをぶっつぶせ（2008年） - 実際に起きた組織的なカウンティング事件を題材にしている。

漫画
- 「ひっとらぁ伯父サン」（1969年） - 藤子不二雄Aの短編漫画（『ビッグコミック』1969年4月1日号）。『藤子不二雄Aブラックユーモア短篇集』第1巻（中公文庫）などに収録。
- 「B・J（ブラックジャック）ブルース」（1969年） - 藤子不二雄Aの短編漫画（『ビッグコミック』1969年9月25日号）。リノのカジノが舞台。『藤子不二雄Aブラックユーモア短篇集』第2巻（中公文庫）などに収録。
- 「スターダスト・ラプソディ」（1971年） - 藤子不二雄Aの短編漫画（『月刊明星』1971年5月号）。ラスベガスのカジノが舞台。
- 『100万$キッド』（1986-1988年） - 石垣ゆうき（原案協力：宮崎まさる）のギャンブル漫画。第19話および第50話〜第58話はブラックジャックでの対決を描いている。
- 『ワールド漂流記』（1993-1995年） - 藤子不二雄Aの漫画。第5話「ラスベガスの熱い夜」はブラックジャックが主題となっている。
- 『世紀末博狼伝サガ』（1995年-1998年） - 宮下あきらの漫画。BET.45-46「背水のB・J」はブラックジャックが題材となっている。
- 『ギャンブルフィッシュ』（2007-2010年） - 青山広美原作・山根和俊作画のギャンブル漫画。第6話〜第13話はブラックジャックでの対決を描いている。
- 『ノーゲーム・ノーライフ』（2012年4月 -現在まで）-榎宮祐作の漫画及び原作アニメ。第5話「駒並べ」にて、空とステファニー・ドーラのブラックジャックでの戦いを書いている。